# Vlaamse Ruit

Vlaamse Ruit là một vùng đô thị của Bỉ, bao trùm các tỉnh ở trung tâm vùng Vlaanderen thuộc Bỉ. Vùng đô thị Vlaamse Ruit bao gồm các thành phố lớn như Bruxelles, Gent, Antwerpen và Leuven cùng các khu vực xung quanh chúng. Dân số toàn vùng là 5,5 triệu người.
Hình dạng hình học của vùng giống hình một viên kim cương, vì thế vùng này được gọi là Ruit (kim cương).
Thời trung cổ, Vlaamse Ruit đã là một khu vực có mức độ đô thị hóa vào loại cao nhất ở châu Âu. Từ giữa thế kỷ 12 trở đi, các thành phố riêng rẽ trong vùng đã bắt đầu liên kết với nhau hình thành mạng lưới đô thị. Gent từng có thời là một trong những thành phố rộng nhất và đông dân nhất châu lục. Vào thế kỷ 16, Antwerpen từng là một trung tâm thương mại quốc tế của châu Âu, là nơi diễn ra các giao dịch hương liệu và gia vị nhập về từ Đông Á và Tân Thế giới. Vào thế kỷ 19, tuyến đường sắt nối Brussel với Mechelen là tuyến đường sắt đầu tiên ở châu Âu lục địa. Ngày nay, Vlaamse Ruit vẫn là một trong những vùng thịnh vượng nhất châu Âu, GDP bình quân đầu người ở đây cao hơn 23% so với mức trung bình của Liên minh châu Âu. Cảng Antwerpen là hải cảng lớn thứ hai ở châu Âu.